# Алессандро Блазетті
Алесса́ндро Блазе́тті (італ. Alessandro Blasetti; нар. 3 липня 1900, Рим, Італія — пом. 1 лютого 1987, та же) — італійський кінорежисер, сценарист, актор і монтажер, «батько-засновник сучасного італійського кіно».

## Життєпис та творча кар'єра
Алессандро Блазетті народився 3 липня 1900 року в Римі, Італія. Закінчив адвокатську школу, але в 1920-х роках став журналістом і кінокритиком. Заснував декілька журналів, зокрема, Cinematografo та «Світ на екрані», навколо якого об'єдналася група молодих кінематографістів, що прагнули до оновлення італійського кіно". 1928 року розпочав знімання фільму «Сонце», в якому зображував суворе життя селян. Поступив на роботу в студію Cines, де зняв «Воскресіння» і «Нерон». Після смерті засновника Cines, Стефано Пітталугі, став директором студії. Серед відомих його фільмів — «Трапеза бідних» та «1860», останній з яких — епопея про Гарібальді вважається передвісником післявоєнного неореалізму і його найвизначнішим фільмом. «За словами самого режисера на формування його естетичних поглядів plsqcybkb великий вплив роботи російських режисерів — Сергія Ейзенштейна, Всеволода Пудовкіна і Миколи Екка».
Буіши поборником італійського фашизму, Блазетті зняв фільми про нього, які багато в чому реабілітують методи влади: «Стара гвардія» (1935), «Альдебаран» (1936), «Ніхто не повертається назад» (1943). Оскільки фільм «Альдебаран» не знайшов особливої підтримки, режисер звернувся до сентиментальних стрічок, відомих як «кіно білих телефонів» і зняв єдиний в цьому жанрі фільм «Графиня з Парми» (1936). Фільм «Залізна корона», що змішує казку, пригоду і історію, приніс режисерові в 1941 році Кубок Муссоліні за найкращий іноземний фільм на 9-му Венеційському кінофестивалі, попри його явний антимілітаристський пафос. 1942 року поставив за сценарієм Чезаре Дзаваттіні комедію «Чотири кроки в хмарах», яка стала однією зі стрічок, що підготували неореалізм в Італії.
Серед костюмованих стрічок Блазетті виділяється «Вечеря блазнів». Режисер відкритіше виразив свою позицію до руху Опору у фільмі «Один день в житті». Після війни зробив значний внесок у розвиток італійської кінокомедії («Шкода, що ти каналія», «Щастя бути жінкою»). 1948 року поставив фільм з життя древніх римлян — «Фабіола», а в 1957 році сатиричну комедію «Кохання і плітки». 1961 року знімався в ролі режисера А. Блазетті у фільмі Л. Вісконті «Найкрасивіша». У 1960-і зняв критичне кіно про нове італійське суспільство «Я, я, я… та інші». 1961 року поставив фільм нового жанру — художню антивоєнну стрічку, побудовану на документалізмі, — «Я люблю, ти любиш», «деякі сцени цього фільму знімалися в Москві».
У 1970-і роки Блазетті продовжував працювати в кіно та на телебаченні, де створив цілу низку цікавих циклів про те, як робилося національне кіно. Випустив декілька книг, найоб'ємнішою з яких є мемуари «Кіно, яке я прожив» (1979).
У 1967 році Алессандро Блазетті очолював міжнародне журі 20-го Каннського міжнародного кінофестивалю.

## Фільмографія
| Рік  | Назва українською           | Оригінальна назва                          | Режисер | Сценарист | Монтажер |
| ---- | --------------------------- | ------------------------------------------ | ------- | --------- | -------- |
| 1929 | Сонце                       | Sole!                                      | Так     | Так       | Так      |
| 1930 | Нерон                       | Nerone                                     | Так     | Так       | Так      |
| 1931 | Воскресіння                 | Resurrectio                                | Так     | Так       | Так      |
| 1931 | Мати-земля                  | Terra madre                                | Так     | Так       | Так      |
| 1932 | Паліо                       | Palio                                      | Так     | Так       | Так      |
| 1932 | Трапеза бідних              | La tavola dei poveri                       | Так     | Так       |          |
| 1933 | Службовка тата              | L'impiegata di papà                        | Так     | Так       | Так      |
| 1933 | Справа Галлера              | Il caso Haller                             | Так     |           | Так      |
| 1934 | 1860                        | 1860                                       | Так     | Так       | Так      |
| 1934 | Стара гвардія               | Vecchia guardia                            | Так     | Так       | Так      |
| 1936 | Альдебаран                  | Aldebaran                                  | Так     | Так       |          |
| 1938 | Графиня з Парми             | La contessa di Parma                       | Так     | Так       | Так      |
| 1938 | Етторе Ф'єрамоска           | Ettore Fieramosca                          | Так     | Так       | Так      |
| 1939 | Пригоди Сальватора Рози     | Un'avventura di Salvator Rosa              | Так     | Так       | Так      |
| 1939 | Куліси                      | Retroscena                                 | Так     | Так       |          |
| 1941 | Залізна корона              | La corona di ferro                         | Так     | Так       |          |
| 1942 | Вечеря блазнів              | La cena delle beffe                        | Так     | Так       |          |
| 1942 | Чотири кроки в хмарах       | 4 passi fra le nuvole                      | Так     | Так       |          |
| 1943 | Люди з гір                  | Quelli della montagna                      |         | Так       |          |
| 1945 | Ніхто не повертається назад | Nessuno torna indietro                     | Так     | Так       |          |
| 1946 | Один день в житті           | Un giorno nella vita                       | Так     | Так       |          |
| 1947 | Міланський собор            | Il duomo di Milano                         | Так     |           |          |
| 1949 | Фабіола                     | Fabiola                                    | Так     | Так       |          |
| 1950 | Перше причастя              | Prima comunione                            | Так     | Так       |          |
| 1952 | Інші часи                   | Altri tempi — Zibaldone n. 1               | Так     | Так       |          |
| 1952 | Спалах полум'я              | La fiammata (1952)                         | Так     | Так       |          |
| 1954 | Наші часи                   | Tempi nostri — Zibaldone n. 2              | Так     | Так       |          |
| 1954 | Шкода, що ти каналія        | Peccato che sia una canaglia               | Так     |           |          |
| 1956 | Щастя бути жінкою           | La fortuna di essere donna                 | Так     | Так       |          |
| 1958 | Любов і базікання           | Amore e chiacchiere (Salviamo il panorama) | Так     | Так       |          |
| 1959 | Ніч над Європою             | Europa di notte                            | Так     |           |          |
| 1962 | Я люблю, ти любиш           | Io amo, tu ami                             | Так     |           |          |
| 1962 | Чотири істини               | Les quatre vérités                         | Так     | Так       |          |
| 1964 | Ліола                       | Liolà                                      | Так     | Так       | Так      |
| 1965 | Я, я, я… та інші            | Io, io, io…. e gli altri                   | Так     | Так       |          |
| 1967 | Наречена стрільця           | La ragazza del bersagliere                 | Так     | Так       |          |
| 1969 | Симон Болівар               | Simón Bolívar                              | Так     |           |          |

## Визнання
| Рік                                               | Категорія                                                  | Фільм                      | Результат |
| ------------------------------------------------- | ---------------------------------------------------------- | -------------------------- | --------- |
| Венеційський міжнародний кінофестиваль            |                                                            |                            |           |
| 1941                                              | Кубок Муссоліні за найкращий італійський фільм             | Залізна корона             | Перемога  |
| 1950                                              | Золотий лев                                                | Перше причастя             | Номінація |
| 1950                                              | Міжнародний приз                                           | Перше причастя             | Перемога  |
| 1952                                              | Золотий лев                                                | Інші часи                  | Номінація |
| 1980                                              | Нагорода П'єтро Б'янкі                                     | Нагорода П'єтро Б'янкі     | Перемога  |
| 1982                                              | Золотий лев за кар'єру                                     | Золотий лев за кар'єру     | Перемога  |
| Каннський міжнародний кінофестиваль               |                                                            |                            |           |
| 1946                                              | Гран-прі фестивалю за найкращий художній фільм             | Один день в житті          | Номінація |
| Італійський національний синдикат кіножурналістів |                                                            |                            |           |
| 1946                                              | Премія «Срібна стрічка» за найкращу режисерську роботу     | Один день в житті          | Перемога  |
| 1951                                              | «Срібна стрічка» за найкращу режисуру                      | Перше причастя             | Перемога  |
| 1951                                              | «Срібна стрічка» за найкращий сюжет/сценарій               | Перше причастя             | Перемога  |
| 1967                                              | «Срібна стрічка» за найкращу режисуру                      | Я, я, я… та інші           | Номінація |
| 1967                                              | «Срібна стрічка» за найкращий оригінальний сценарій        | Я, я, я… та інші           | Номінація |
| Золотий кубок                                     |                                                            |                            |           |
| 1959                                              | Найкращий режисер                                          | Ніч над Європою            | Перемога  |
| Давид ді Донателло                                |                                                            |                            |           |
| 1963                                              | Золота пластина за кар'єру                                 | Золота пластина за кар'єру | Перемога  |
| 1900                                              | Премія «Давид ді Донателло» за найкращу режисерську роботу | Я, я, я… та інші           | Перемога  |
| 1981                                              | Золота медаль Рима                                         | Золота медаль Рима         | Перемога  |